# MRT sobraniski kanal
MRT sobraniski kanal (makedonsky МРТ собраниски канал) je severomakedonská televizní stanice, kterou vlastní a obsluhuje Makedonska radio televizija. Byl založen 7. ledna 1991 pod názvem 3 канал a nyní vysílá přenosy ze shromáždění Severní Makedonie.